# Bah Tobu
Bah Tobu is een bestuurslaag in het regentschap Simalungun van de provincie Noord-Sumatra, Indonesië. Bah Tobu telt 2885 inwoners (volkstelling 2010).